# 仲谷亜希子
仲谷 亜希子（なかや あきこ、1980年8月18日 - ）は、日本のフリーアナウンサー。元FBS福岡放送アナウンサー。
ボイスワークス所属。

## 経歴・人物
東京都出身だが、生まれてすぐにアメリカ・ニューヨークに移住し（本人のブログによればロサンゼルスに在住していた時期もあるという）、通算で10年前後をアメリカで過ごす。そのため英語が堪能で、局アナ時代は訪日した海外のハリウッドスター達にインタビューする事もあった。
中学〜高校時代は女子サッカー部に所属。帰国後、大学（慶應義塾大学経済学部）時代はダンスにのめり込み、各種競技ダンス大会にも数多く出場していた。クイックステップが得意であり、東京六大学戦、東部日本選手権で優勝。全日本学生ダンス選手権で3位に入賞した。卒業後2005年にアナウンサーとしてFBSに入社。
入社して4か月後、退社した池田史の後任として『めんたいワイド』18時台のニュースキャスターを半年ほど務めていたことがある。2006年のみ福岡市役所内の記者クラブに入り、取材活動を行っていた。その後番組のリニューアルに伴い、イムズ前中継などリポーターやスポーツコーナーを担当。2008年からは『夢空間スポーツ』も担当していた。2006年9月からは産休に入った若林麻衣子の後任として、地上デジタル放送推進大使も引き継ぎ、アナログ放送終了まで務めた。
2013年、FBSを退職し帰京。3月24日の『夢スポ』が最後の出演となった。その後ボイスワークス所属として、引き続きスポーツ関係の仕事を主に担当している。
2014年より、『めんたいワイド』内のコーナー「週末ゆる旅 なかやすみ」（金曜日のみ）で番組に復帰した。
2018年、『めんたいワイド』のスタジオに突如生出演し、結婚したことを報告した。

## 担当番組

### 福岡放送アナウンサー時代
- めんたいワイド（2013年3月22日が最後の出演）
- NEWS5ちゃん スポーツキャスター（同上）
- 夢空間スポーツ（2008年4月〜2013年3月24日）
- 目撃者f「伝えたい～三万人の自殺者と自死遺児の声」(2008年4月27日　ディレクター)

### フリー転向後
- WIN BY ALL!（チバテレ、2013年4月 - 2015年2月）
- めんたいワイド（「週末ゆる旅 なかやすみ」）
- Nスタリポーター